# Igreja Videira
A Igreja Videira é uma denominação cristã fundada em Goiânia, em 1997, pelo pastor Aluízio A. Silva. Adota o sistema de igrejas em células. É atualmente uma das maiores denominações religiosas em Goiânia. É formada por cerca de 171.544 membros em todo o mundo e 40.000 membros em Goiânia em 2018.

## História
Os fundadores da Igreja Videira, Aluízio A. Silva e pastor Marcelo Almeida, foram inicialmente ordenados pastores na Igreja Luz para os Povos, em 1988.
A Igreja Videira foi fundada em 1997, com um grupo de aproximadamente 200 pessoas, após ruptura não amigável com a Igreja Luz para os Povos. As duas denominações se reconciliaram apenas em 2009.
Após a separação, a nova igreja passou a se reunir na casa de Naor Pedroza, que mais tarde se tornou pastor e líder do ministério de jovens da Igreja, Radicais Livres. O núcleo se mudou para um pequeno prédio no setor Jardim América, onde passou a reunir aproximadamente 300 membros. A Igreja Videira foi oficializada com esse nome no dia 20 de fevereiro de 1999, com o nome sugerido por Naor Pedroza. Em março de 2001 a Igreja já reunia 2.400 membros.
Um novo prédio foi comprado em 2002, com a doação de um membro da igreja. O edifício da sede comporta 4.300 pessoas sentadas. Da mesma forma, a Videira comprou a rádio Vinha FM (91,9 MHz) em 2008. Em 2003, comprou uma escola. 
Em 2018, a denominação já era formada por cerca 1.327 igrejas (incluindo associadas à Vinha) e 171.544 membros em todo o mundo e 40.000 membros em Goiânia (2018).

## Crenças
As doutrinas da Igreja Videira são similares às demais denominações cristãs e pentecostais. 
Quanto à participação das mulheres, permite que sejam pastoras, lhes restringindo a tomada de decisões e o governo da igreja, ficando a seu cargo o cuidado com as redes de crianças e juvenis.
Defende a visão da graça de Deus e a Visão dos Vencedores, seguindo o ensino de Watchman Nee, de que todos os crentes que realmente aceitam Jesus como salvador, serão salvos.

Ainda assim, a denominação não ser descreve como uma igreja calvinista. Conforme a descrição do pastor Aluízio Silva:
somos muito agostinianos, um pouco calvinistas, arminianos, luteranos e wesleyanos. Temos muito dos pentecostais, carismáticos e do ensino da fé. Faz parte da nossa herança a ênfase na profundidade e integridade da palavra de Deus do irmão Nee. Fomos contagiados por uma paixão pela glória de Deus.

## Eventos
A partir do ano 2000 a igreja passou a realizar anualmente a Conferência Radicais Livres, que ocorre em Goiânia no mês de setembro.
Em 2001, a Igreja realizou o "batismo dos mil", onde mil pessoas foram batizadas no Parque Vaca Brava, e dois anos depois cinco mil pessoas foram batizadas em um evento no ginásio Goiânia Arena.
Em 2012, cerca de 50 mil participantes estiveram presentes à conferência. No ano de 2014 a Conferência contou com a participação de 40 mil pessoas, e em 2015, 50 mil, sendo transmitida em TV aberta e rádio. A partir do ano de 2016, a Conferência passou por uma nova estruturação, sendo o evento a partir de então apenas para os líderes de células de jovens e adolescentes de todo o Brasil, e a partir de 2017 bianual. 
A Igreja ficou conhecida em Coxim por manifestações contra a pedofilia.